# Пять евроцентов
Пять евроцентов — разменная монета стран Еврозоны номиналом 0,05 евро.

## Обзор
Монеты номиналом 5 евроцентов изготавливаются из стали с медным покрытием.

### Реверс
На реверсе монеты в правом нижнем углу изображён земной шар с выделенным изображением Европы. По диагонали его пересекают шесть тонких линий. На их концах изображено 12 звезд. Справа от изображения земного шара располагаются буквы «LL» — инициалы дизайнера реверса монеты Люка Люикса. В левом верхнем углу монеты — большая цифра 5, справа от неё — более мелким шрифтом слова «Euro cent».

### Аверс
На аверсе монеты каждое государство — участник Еврозоны чеканит собственное изображение. Несмотря на это, существуют правила оформления аверса, например, он должен содержать изображение 12 звезд.